# Europa Universalis V
Europa Universalis V — це гра жанру глобальної стратегії, що розробляється Paradox Tinto та видаватиметься Paradox Interactive. Що є продовженням гри Europa Universalis IV 2013 року. Гру було офіційно анонсовано 8 травня 2025 року.

## Ґеймплей
Europa Universalis V — це гра жанру глобальної стратегії, яка дозволяє гравцям та гравчиням узяти під свій контроль державу та провести її через всю світову історію, починаючи з 1337 року та продовжуючи 1444 роком та закінчуючи у 1837 році. Однією з нових функцій, якої не було в попередніх частинах, це можливість автоматизувати частину ігрового процесу, дозволяючи гравцеві або гравчині зосередитися на конкретних механіках, таких як торгівля або військові дії, а контроль над іншими передати ігровому ШІ.

## Розробка
Europa Universalis V розробляється іспанською Paradox Tinto. Під час розробки гра була відомою як «Project Caesar», та почали розробку в 2020 році. З початку 2024 року, Paradox Tinto почала потихеньку публікувати повідомлення на форумі під назвою «Tinto Talks», в яких висвітлювалися деякі аспекти проєкту «Project Caesar». Вони уключали механіки, зосереджені на управлінні економікою гри, її картою та зображенням Священної Римської імперії, а також особливостями дипломатії. Потім, 10 січня 2025 року, Paradox почали випускати пости під назвою «Tinto Flavour», які були присвячені конкретним країнам у грі. Офіційний анонс гри відбувся 8 травня 2025 року.